# Мосараби

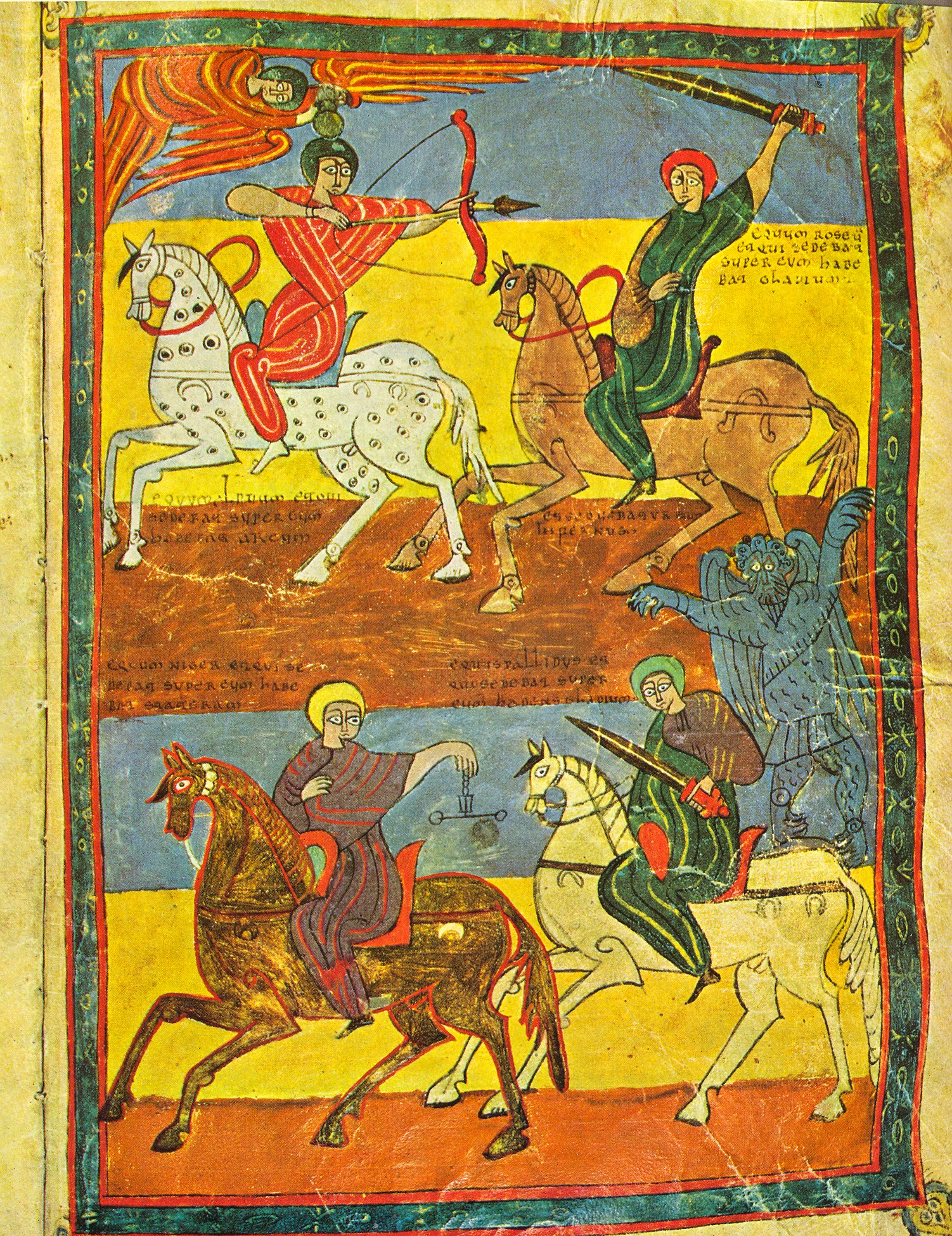
Чотири вершники Апокаліпсису (мосарабська мініатюра, Х ст.)

Мосара́би (араб. مستعرب‎, musta'rab, «арабізовані»; ісп. mozárabes, МФА: [moˈθaɾaβes]; порт. moçárabes, МФА: [muˈsaɾɐβɨʃ], також — мозараби, мусараби, мустараби) — загальна назва християн, які жили в Аль-Андалусі у VIII—XV століттях, нащадки християнського населення Вестготського королівства, які не прийняли іслам після арабського завоювання Піренейського півострова. За мавританського панування мали обмеження зіммі, проте користувалися свободою віросповідання в обмін на податок ісламській владі. За ісламським законодавством мали судове самоврядування та церковну автономію. Деякі представники входили до центрального та регіонального мавританських урядів, війська, комерції тощо. Носії так званої мосарабської мови — романської мови зі значними арабськими запозиченнями. Основні центри проживання — великі міста Толедо, Кордова, Сарагоса, Севілья тощо. У VIII столітті становили до 90 % населення країни; в ХІ ст. їх питома вага зменшилася до 50 % внаслідок зростання мусульманського населення та ісламізації християн. Зазнавали переслідувань і гонінь від мусульманської влади, особливо у 850-859 роках. 1126 року частково депортовані з великих міст Іспанії до ісламських районів Північної Африки. Після реконкісти стали складовою частиною іспанців та португальців.

## Опис

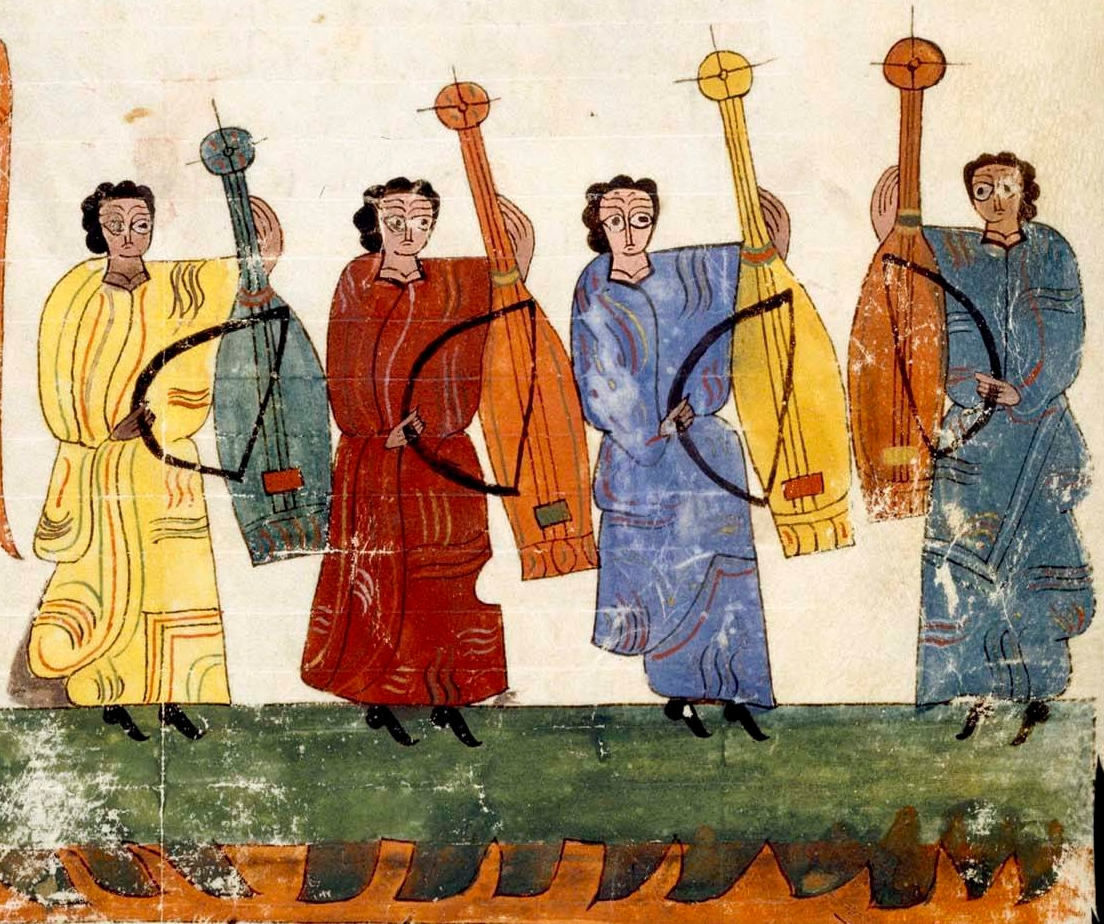
Музики (мосарабська мініатюра, Х ст.)

Мосараби поділялися на дві групи: (1) до першої належали особисто вільні християни, які без супротиву підкорилися мусульманам після битви при Гвадалете й зберегли за собою земельну власність в обмін на сплату податку до державної скарбниці; (2) до другої входили християни, які чинили супротив арабському завоюванню Іспанії і втратили власні володіння, стали слугами й рабами завойовників й були змушені сплачувати чотири п’ятих свого доходу господарям або державі. Усі дорослі й вільні мосараби, за винятком монахів, жебраків та калік, платили також подушний податок.
Справами християн-мосарабів завідували спеціальні мусульманські чиновники (лат. comites). Судові суперечки між мусульманами і християнами вирішував кадій. Податки збирали митарі (лат. publicae rei excaptores); вони інколи обиралися з числа самих мосарабів й були об’єктом ненависті самих християн.
Частину християнських храмів, в тому числі можливо і церкву, що стояла на місці пізнішої Кордовської мечеті, мусульмани обернули на мечеті, проте малі церкви були залишені мосарабам для вільних зборів та відправлення літургії. Формально була збережена церковна ієрархія, проте мусульманська влада постійно втручалася у справи церковного управління та дисципліни мосарабів (латинські звичаї занепадали, процвітала симонія).
Освічені християни-мосараби поступово ісламізувалися й арабізувалися, захоплюючись арабською літературою та філософією, переймаючи традиції й побут завойовників. Частина мосарабів, що мала притулок у монастирях, радикалізувалася й протестувала проти ісламізації. Їхній рух набув розголосу після мученицької загибелі священика Перфекта (850). Абд ар-Рахман II намагався зупинити невдоволених, скликавши 852 року християнський собор під керівництвом севільського митрополита Реккафреда, проте його постанови не мали впливу. Непримиренне крило мосарабів обрало своїм лідером Евлогія, архієпископа Толедського, який залишив низку творів про життя християн в Мусульманській Іспанії. Йому допомагав Альваро. Мусульмани змогли придушити антиісламський рух мосарабів в Толедо, убивши Евлогія, але його послідовники вирушили на північ країни, де мали великий успіх.
У мосарабському середовищі виникали єресі; зокрема, лідер акефалів Мігетій повчав, що Трійця — це Давид, Христос і Павло, а священство дійсне тоді, коли священики не мають гріхів. Священник Егіла, надісланий з Риму для зупинення єретичних вчень, сам став єретиком, повчаючи в дусі Савелія, донатистів і прискіліан (собор 861 року засудив цю єресь). Собор 862 року засудив єресь Гостегезіса.
Мосарабська літургія (також відома як готська або толедська) зберігала ранньохристиянські елементи та звичаї часів Вестготського королівства, й була подібна на давню галліканську службу. Її досі справляють у спеціальні каплиці Толедського собору, спорудженій кардиналом Хіменесом. Текст мосарабського богослужіння затверджений цим самим кардиналом, який виправив і видав його латиною 1500 року під назвою «Missale mixtum, dictum Mosarabes» (перевидання 1755 в Римі).

## Галерея

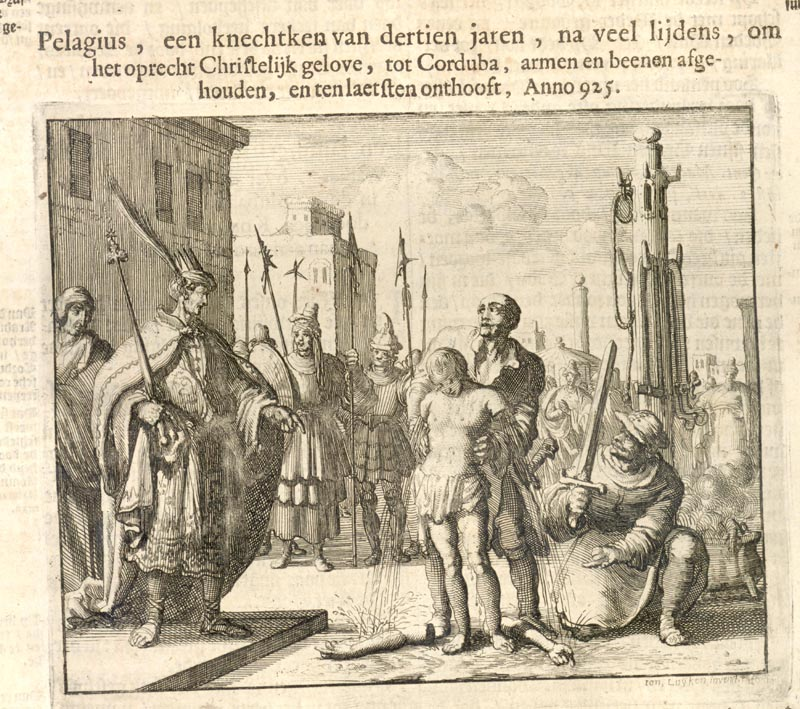
Мучеництво Пелагія
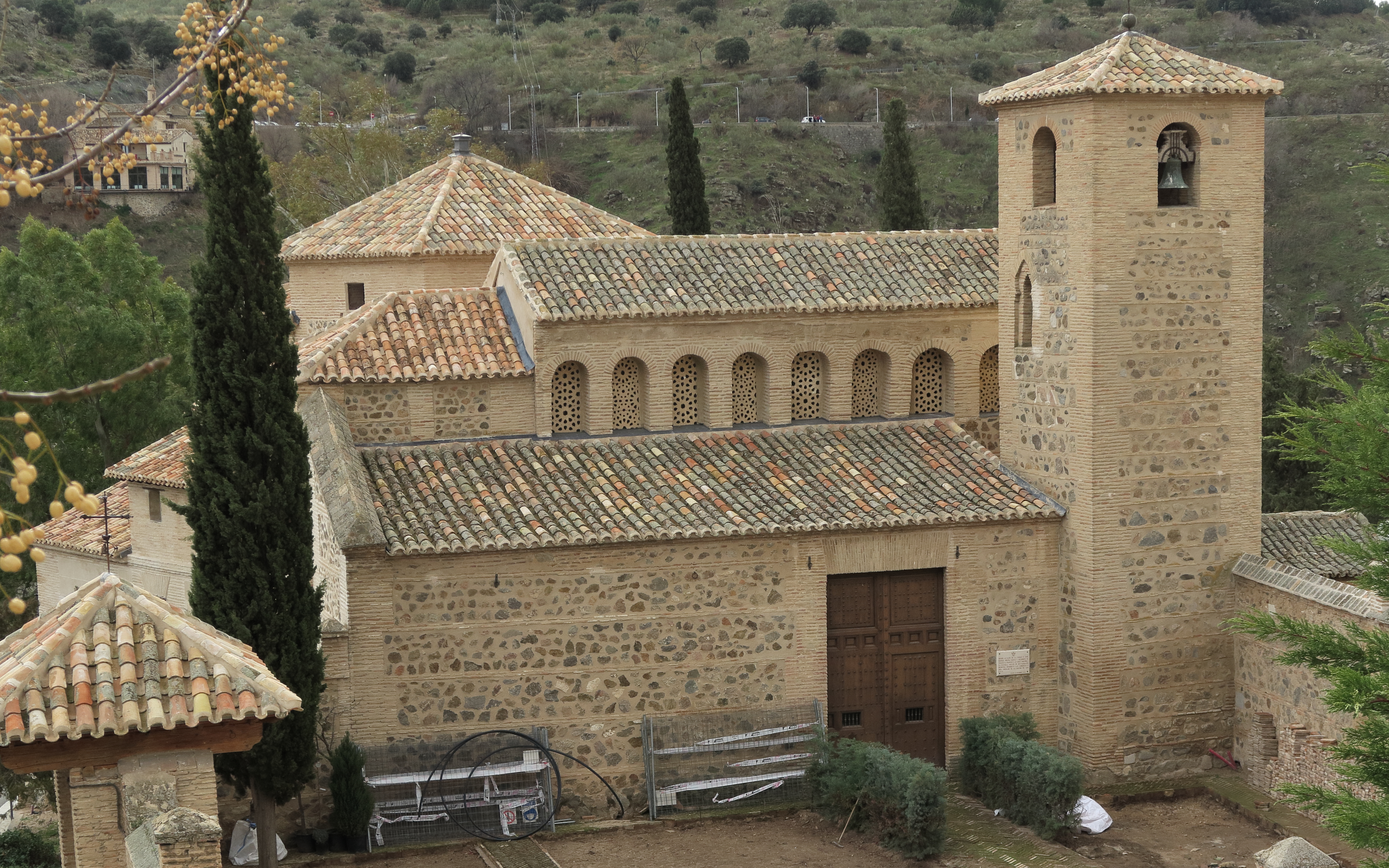
Церква св. Луки, Толедо
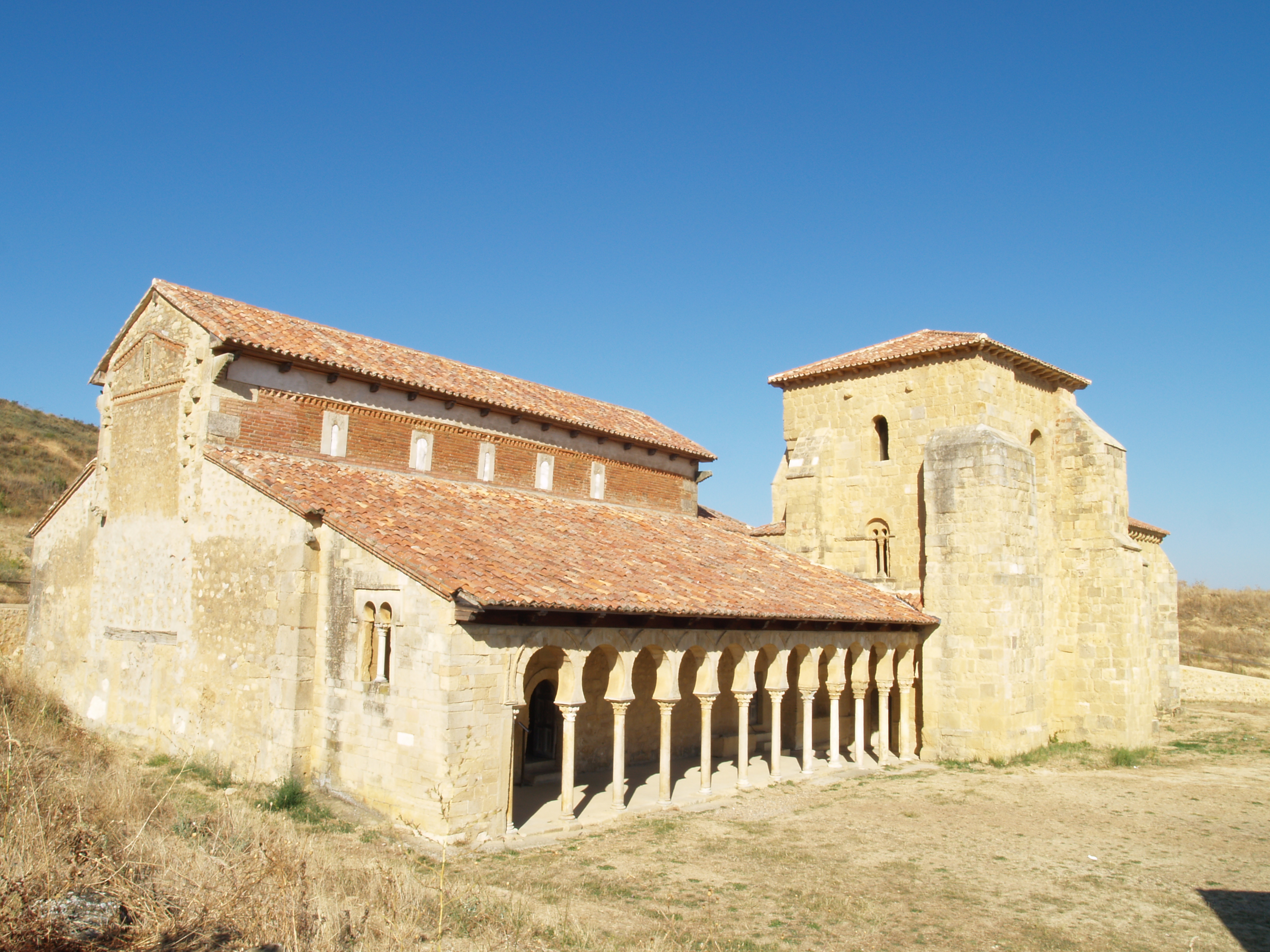
Монастир св. Михаїла
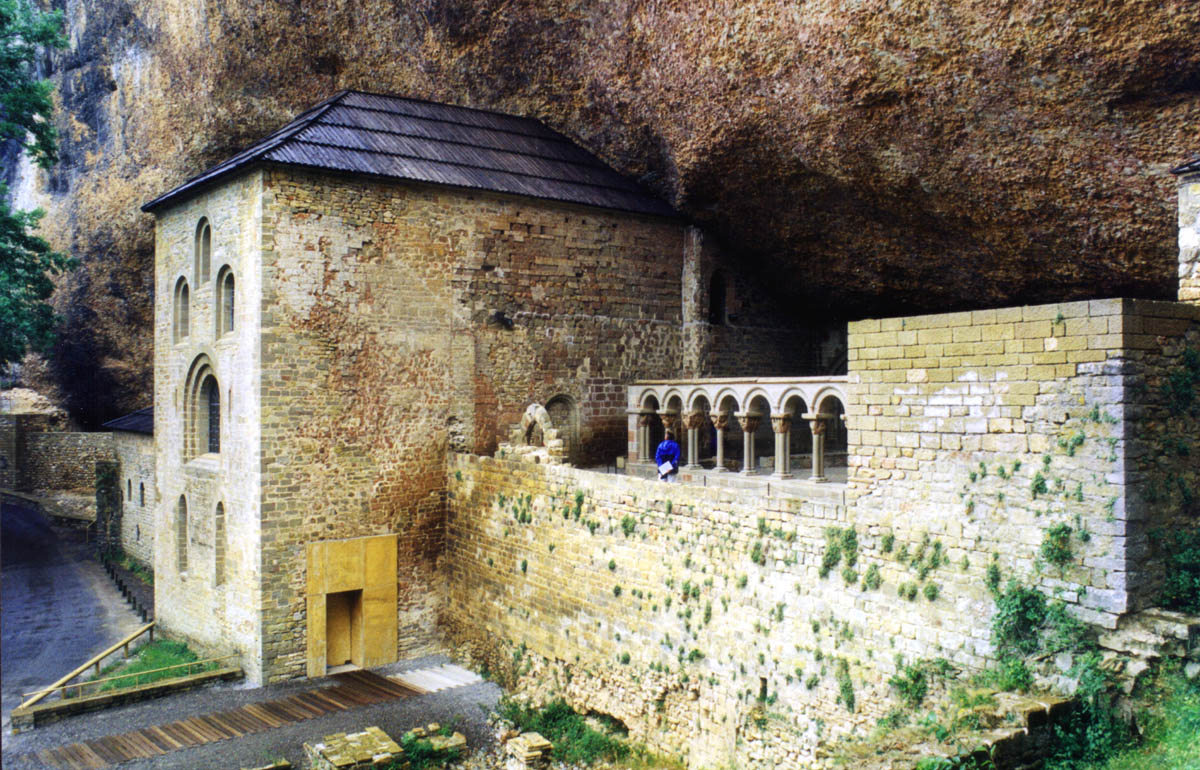
Монастир св. Івана
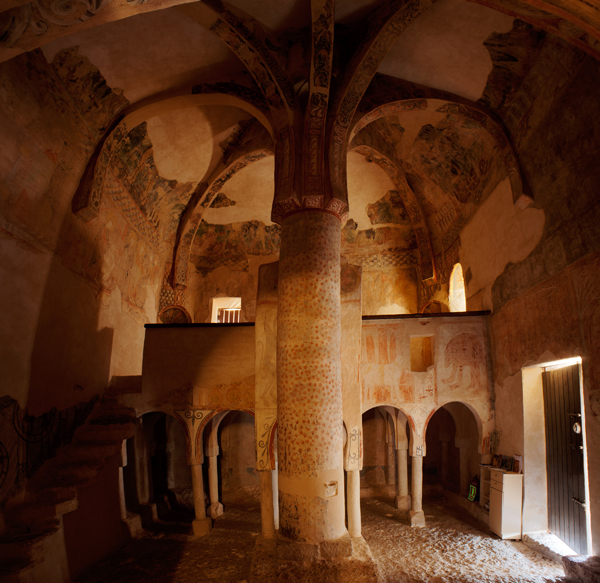
Каплиця Сан Бауделіо